# Steve Selvin
Steve Selvin (* 1941) ist ein amerikanischer Biostatistiker und emeritierter Professor der UC Berkeley.
Selvin wurde 1970 in Berkeley mit der Schrift A Biostatistical Investigation of Twins and Twin-Study Methodology promoviert. 1972 wurde er Mitarbeiter an der School of Public Health der Berkeley-Universität und stieg dort 1977 zum Leiter der Biostatistik-Abteilung auf. Darüber hinaus fungierte er auch als Leiter des Undergraduate-Programms (Grundständiges Studium) der School of Public Health. Neben seiner Tätigkeit in Berkeley arbeitete Selvin zusätzlich von 1990 bis 1998 als Professor für Epidemiologie an der University of Michigan und seit 2005 an der Johns Hopkins University in Baltimore.
Für seine Lehrtätigkeit wurde Selvin von seiner Universität 1983 mit dem Berkeley Distinguished Teaching Award und 1998 mit School of Public Health Distinguished Teaching Award ausgezeichnet. Er verfasste über 200 Journalbeiträge und schrieb mehrere Fachbücher im Bereich der Biostatistik und Epidemiologie.
Im Februar 1975 veröffentlichte Selvin einen Leserbrief im American Statistician, in dem er erstmals das sogenannte Monty-Hall-Problem beschrieb und eine Lösung vorstellte. Nachdem er mehrere Zuschriften erhalten hatte, die seine Lösung kritisierten, veröffentlichte er im August desselben Jahres einen weiteren Leserbrief mit dem Titel On the Monty Hall Problem, in dem er eine Lösung mit bedingten Wahrscheinlichkeiten vorstellte und dort explizit (bisher fehlende) Annahmen zum Moderatorverhalten formulierte. Der Titel dieses zweiten Leserbriefes ist die erstmalige Verwendung der Bezeichnung Monty-Hall-Problem in der Literatur. Nachdem Marilyn vos Savant das Problem 1990 in ihrer Kolumne im Parade Magazine veröffentlicht hatte, wurde es zum Gegenstand einer kontroversen Debatte und führte dazu, dass sich in den folgenden Jahren weltweit zahlreiche Publikationen mit dem Problem beschäftigten.
Selvin ist mit der Künstlerin Nancy Selvin verheiratet und die Epidemiologin Elizabeth Selvin ist seine Tochter.

## Werke (Auswahl)
- A Problem in Probability. The American Statistician, Februar 1975 (erste Publikation des Monty-Hall-Problems, Online-Kopie bei JSTOR)
- On the Monty Hall Problem. The American Statistician, August 1975 (erste wörtliche Erwähnung der Bezeichnung „Monty Hall-Problem“, Online-Kopie (Exzerpt))
- Statistical Analysis of Epidemiologic Data. Oxford University Press,  New York, 1991, 3. Auflage 2004, ISBN 0-19-517280-9
- Modern Applied Biostatistical Methods Using SPLUS. Oxford University Press, New York, 1998, ISBN 0-19-512025-6
- Epidemiologic Analysis: a case-oriented approach.  Oxford University Press,  New York, 2001, ISBN 0-19-514489-9
- Biostatistics:  How it works.  Prentice Hall, New York, 2004, ISBN 0-13-046616-6
- Survival Analysis for epidemiologic and Medical Research Analysis of Epidemiologic Data. Cambridge University Press,  New York, 2008, ISBN 978-0-521-89519-4
- Statistical Tools for Epidemiologic Research. Oxford University Press, 2011, ISBN 978-0-19-975596-7
- The Joy Of Statistics: A Treasury Of Elementary Statistical Tools And Their Applications. Oxford University Press, 2019